# 舊香港大會堂
舊香港大會堂（英語：Old City Hall, Hong Kong）是香港首座公共文娛中心，於1869年6月28日啟用，1933年拆卸。

## 歷史

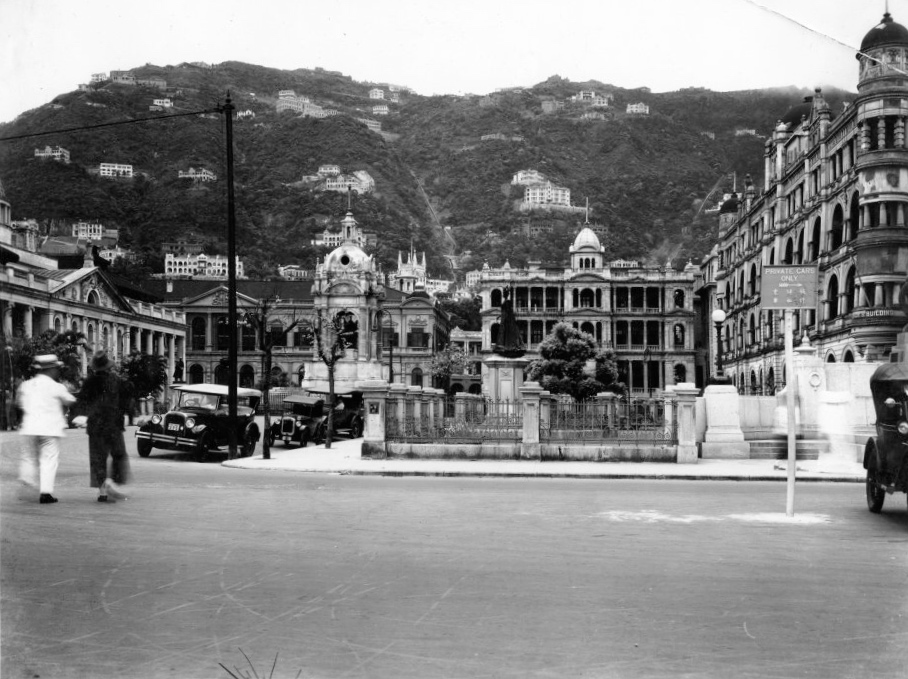
舊香港大會堂（面向德輔道中，左二）

舊香港大會堂始建於1866年，位於香港匯豐總行大廈現址旁，近現稱的銀行街。這座大會堂是由政府撥地興建，為當時寶靈海旁地段（今德輔道中），建設費用從市民捐款、戲劇義演及發行股票籌集，其中大股東包括怡和洋行的羅拔·渣甸，由法國建築師艾米特（Achille-Antoine Hermitte）設計。1869年11月2日由訪港的愛丁堡公爵亞爾菲臘王子揭幕啟用。
此大會堂與歐洲的「市政廳」（City Hall）的分別在於其用途，香港的大會堂沒有市政局及市長的辦公室的功能，而純粹為社區而設。另外，因大會堂主要由市民斥資興建，又有「市民大會堂」之稱。
1933年，大會堂的用地售予香港上海匯豐銀行重建並擴充其第三代總行大廈之用。舊大會堂其餘部分於1947年被拆卸，部分土地則為1950年興建中國銀行大廈之用。直到1962年，新一代的香港大會堂才落成啟用。

## 建築

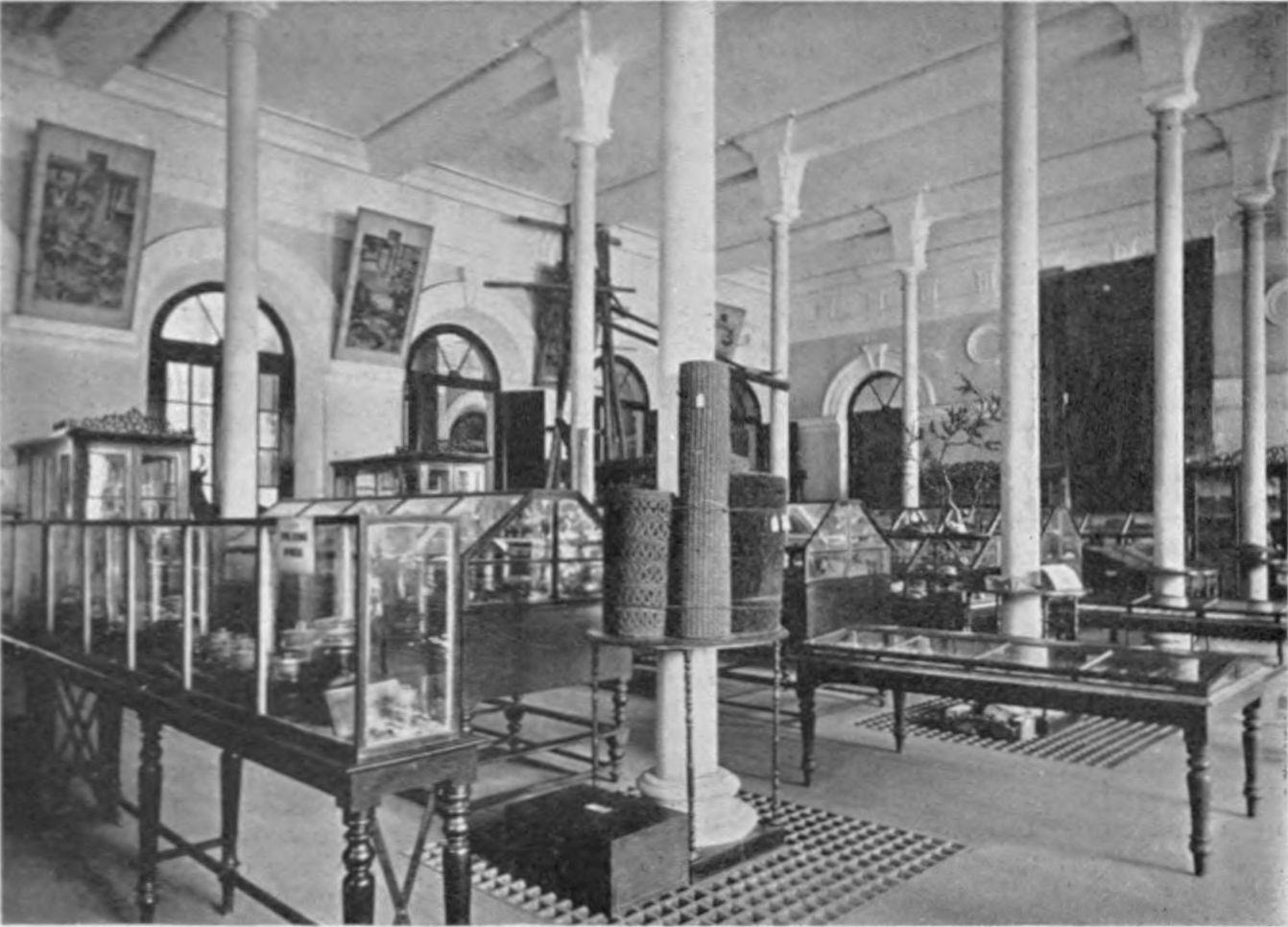
舊香港大會堂博物館內部（1908年）

舊香港大會堂是一座兩層高的仿巴洛克建築。下層東翼為博物館，中間部份為香港公共圖書館及休息室，西翼則為劇院；而上層則為大禮堂，常作舞廳之用。建築物正門外建有由顛地洋行贊助的噴泉。
現存於警隊博物館的「上水之虎」虎頭標本，在其擊斃後翌日已於此博物館內首次展出，直至建築需拆卸後才移至舊中區警署（今大館）的警官餐廳大門門頂。

## 使用對象
舊香港大會堂是當時洋人上流社會的社交場所。華人在使用舊香港大會堂時則受到很多限制，例如只能在指定時段進入圖書館。香港總督軒尼詩曾建議放寬對華人使用大會堂的限制，但引起洋商的強烈不滿，原因是大會堂是由英商出資建造的，所以不應再增加華人使用權限，最後作罷。

## 圖片

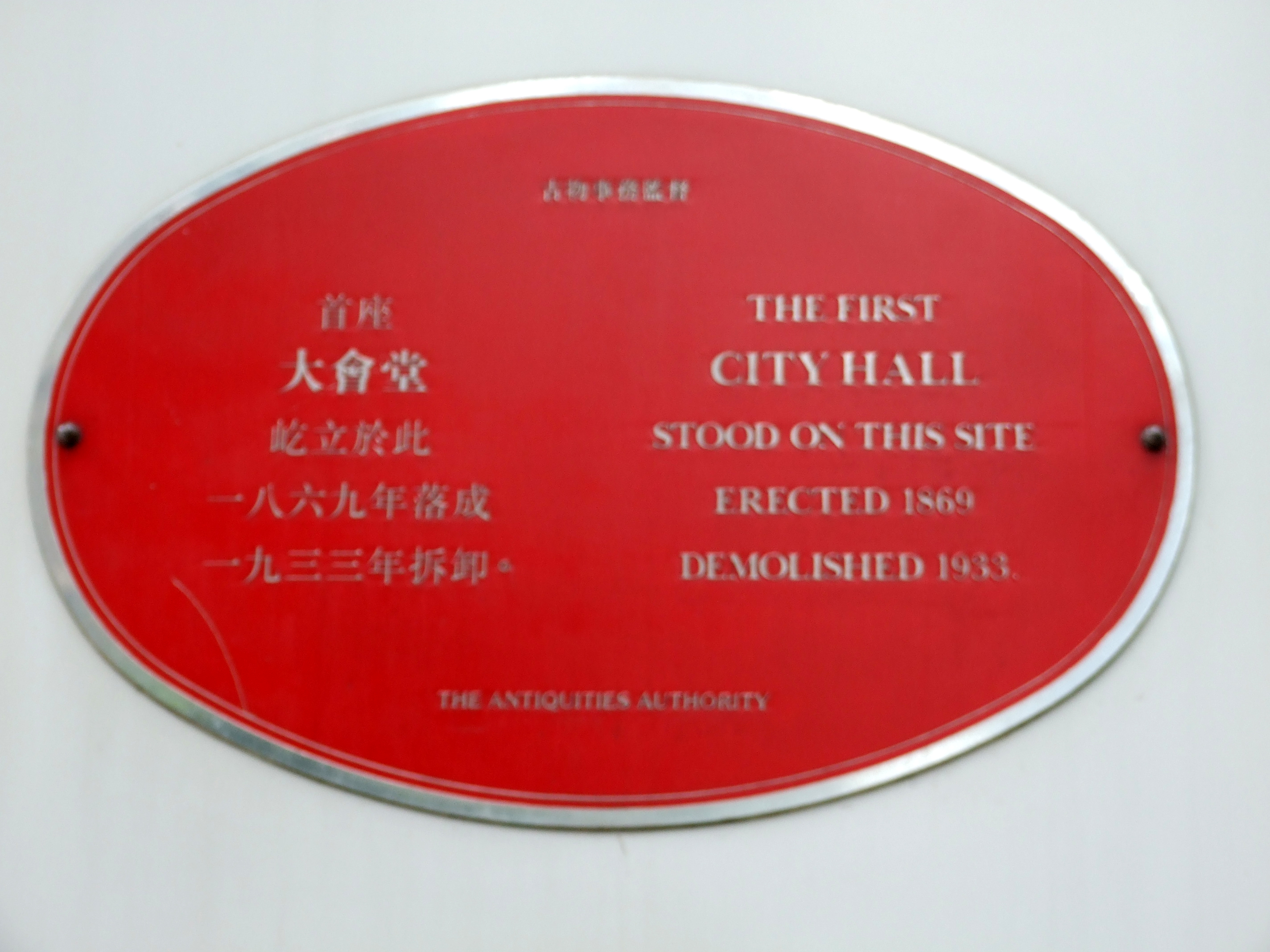
匯豐銀行側銀行街的紀念牌匾

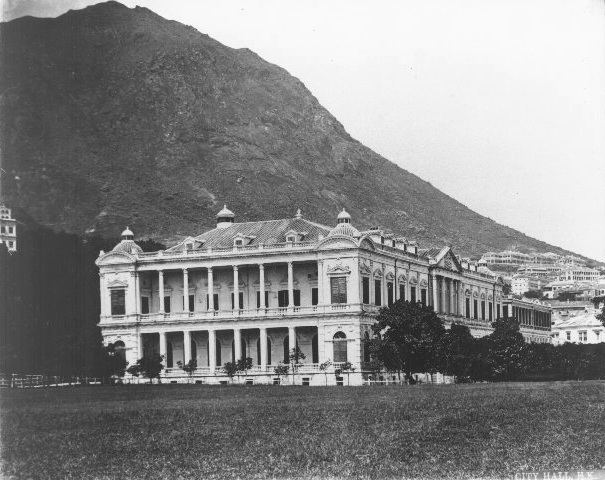
香港大會堂與匯豐總行大廈（1875年）
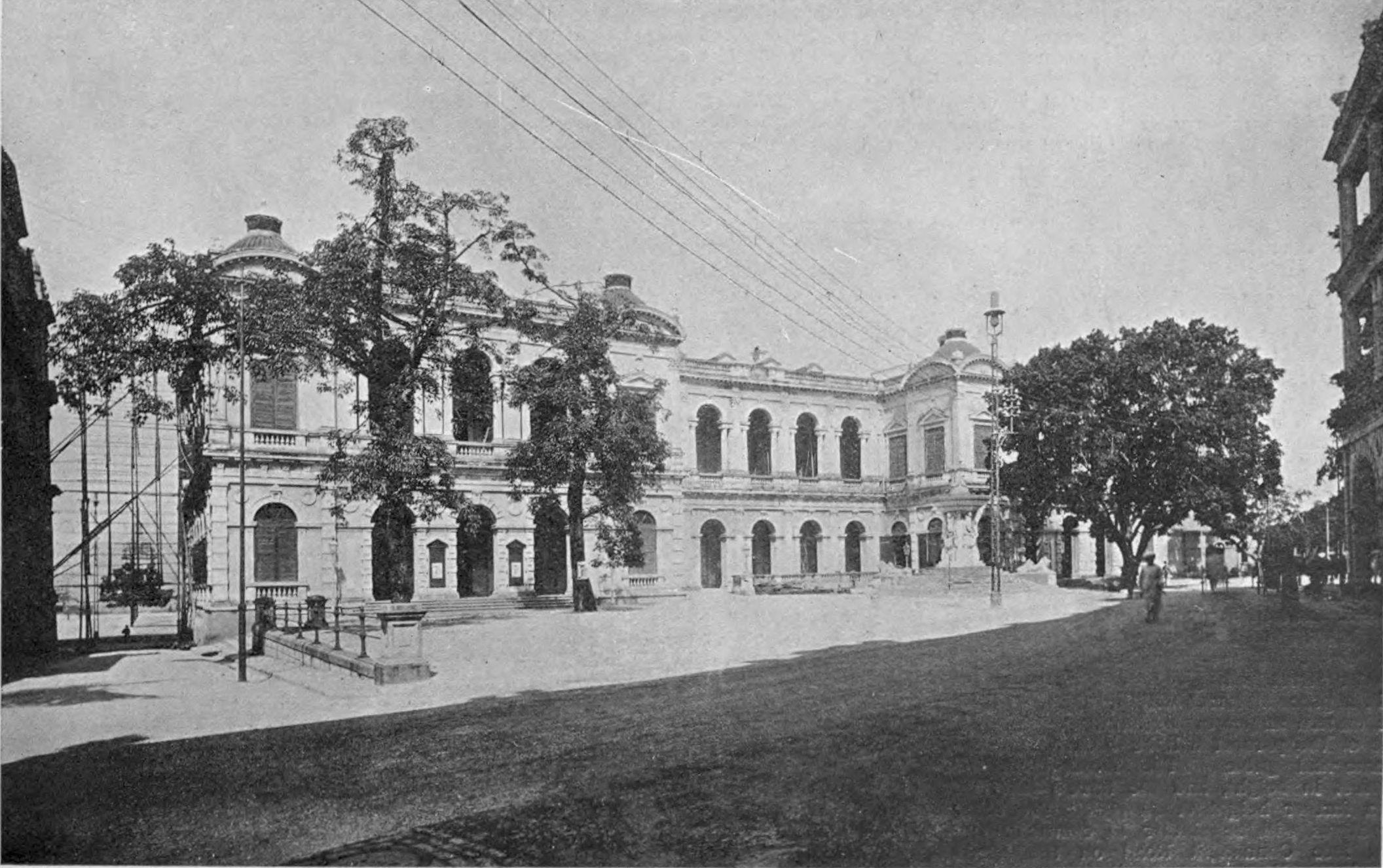
顛地噴泉廣場及右側的皇后大道中（1908年）
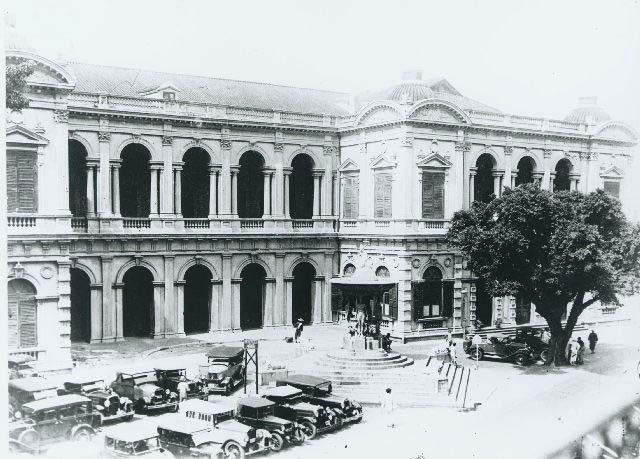
顛地噴泉廣場及停車場（1925年）

## 外部連結
维基共享资源上的相關多媒體資源：舊香港大會堂